# Академія Філліпса

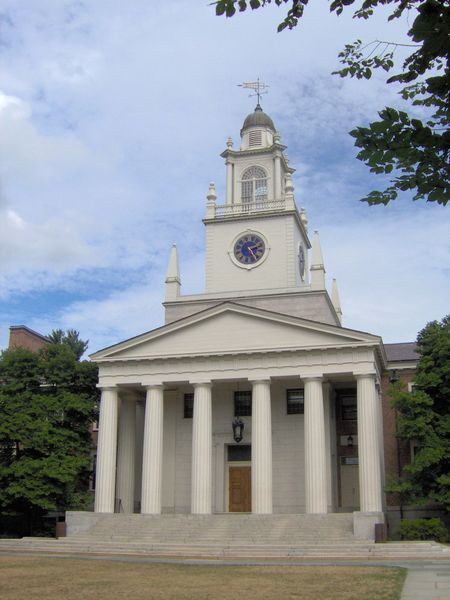
Зала Семюеля Філліпса.

Академія Філліпса (англ. Phillips Academy) — елітна приватна школа, розташована в місті Андовер, штат Массачусетс, США для учнів 9-12-их класів. Школа вважається найкращою приватною школою в США, входить до G-30 шкіл світу. Академія Філіпса — одна з найстаріших шкіл в США і до сьогодні має великий список видатних випускників, включаючи 5 лауреатів Нобелівської премії. У цій школі у свій час навчалися Лайман Спітцер, Джордж Герберт Вокер Буш (старший) і Джордж Вокер Буш (молодший), численні члени Конгресу США, та Нобелівські лауреати з економіки та хімії. Школа була названа найпрестижнішою школою США в багатьох медійних ресурсах.

## Історія
Академія Філліпса була заснована в часи Американської революції, як чоловіча школа у 1778 році Семюель Філліпсом. Герб школи був розроблений Полом Ревіре. У 2010 році до Академії Філліпса на вступ було подано рекордну кількість заявок 2,844, з яких було прийнято 405 студентів.

## Згадки в фільмах/серіалах/літературі
- У розділі 17 «Над прірвою у житі» (англ. The Catcher in the Rye) — роман американського письменника Джерома Селінджера.[7]
- У «Кіновсесвіті Marvel», Тоні Старк випустився з Академії Філіпса у 1984-му році.[8]
- В епізоді 17 телесеріалу «Картковий будинок» зазначено що Клер Андервуд відвідувала «престижну Академію Філіпса».

## Фільми, які знімалися в Академії Філліпса

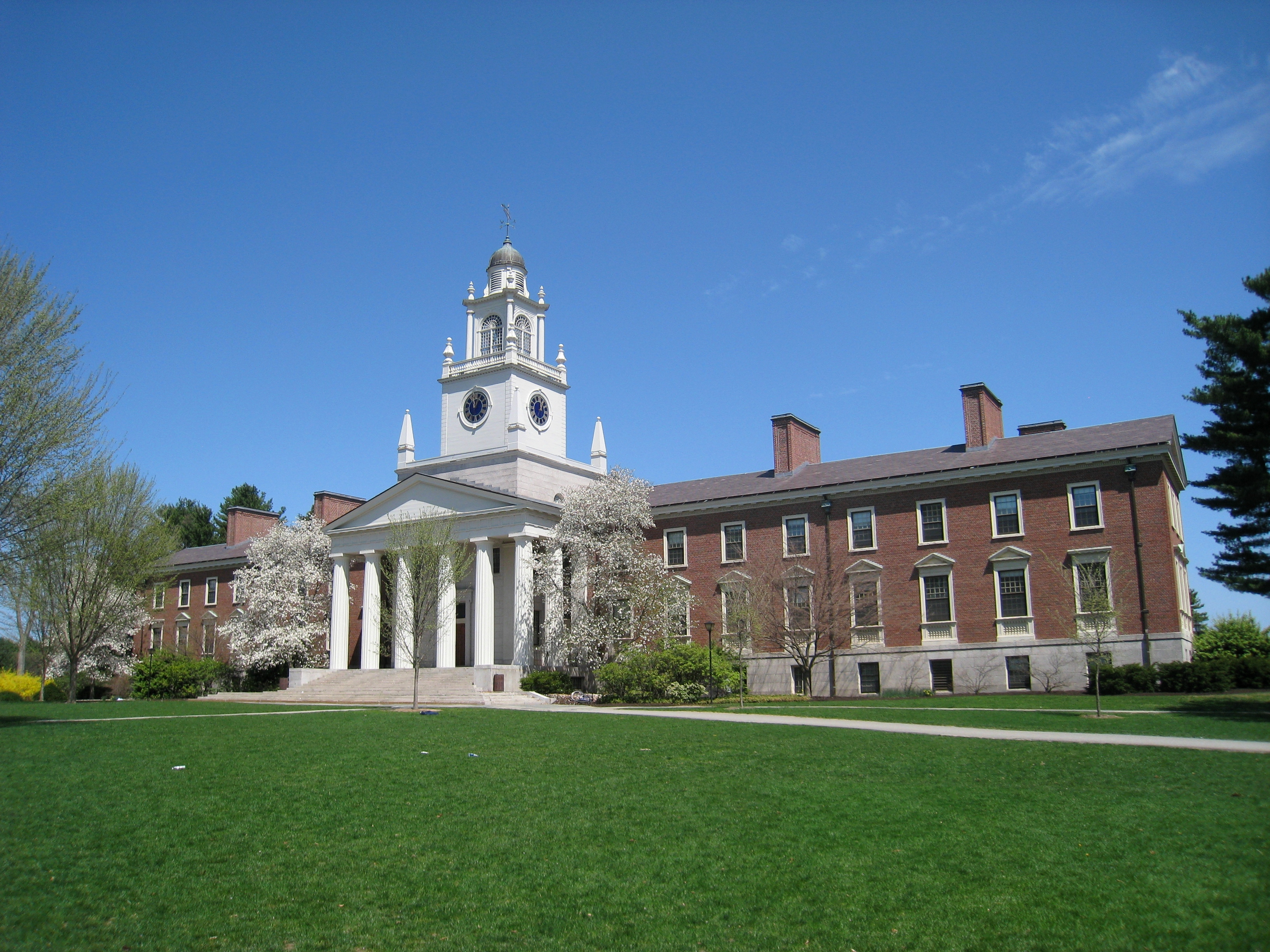

- Над прірвою у житі
- По цей бік раю
- Шість рубежів віддалення
- Запах жінки
- Ігри розуму
- Гуртом дешевше 2
- The West Wing
- Дівчата Гілмор
- The Emperor's Club
- Соціальна мережа (фільм)[9]